# Hotel Lawrence

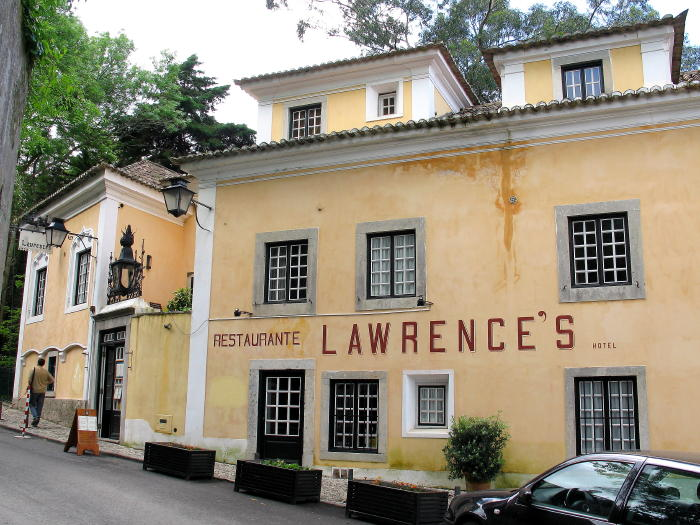

O Hotel Lawrence é um hotel de Sintra mencionado no romance Os Maias de Eça de Queirós.
Lord Byron, em 1809, começou sua famosa obra A Peregrinação de Childe Harold quando hospedado no hotel.
Inaugurado em 1764 é o hotel mais antigo da Península Ibérica.
Localizado a poucos metros do centro da cidade de Sintra e, ao mesmo tempo, situado sobre um vale com suntuosas árvores e riachos, o Lawrence’s Hotel possui localização muito boa para explorar a vila ou para simplesmente relaxar.
Possui 11 quartos e 5 suítes.
Em 1961 foi encerrado, encontrando-se abandonado e à beira da ruína durante três décadas.
Foi adquirido por um casal holandês em 1989 e reconstruído mantendo o traçado original.

## Os Maias
| “ | Defronte do Hotel Lawrence, Carlos retardou o passo, mostrou-o ao Cruges. — Tem o ar mais simpático — disse o maestro — Mas valeu muito a pena ir para o Nunes, só para ver aquele cena… E então com quê o Sr. Carlos da Maia tem experiência de espanholas?». | ” |

Na obra literária, foi aqui que ocorreu o jantar para que Carlos da Maia convidou o seu amigo Cruges, aquando da visita a Sintra como pretexto para tentar encontrar-se com Maria Eduarda.